# Alpe Veglia
L'alpe Veglia è una località montana, situata alla testata della Val Cairasca, braccio laterale della Val Divedro, nelle Alpi Lepontine, in un'ampia conca di origine glaciale a circa 1750 m s.l.m., nel territorio dei comuni di Varzo e di Trasquera.
Rinomata meta di turismo estivo mentre è praticamente inagibile durante i mesi invernali a causa delle abbondanti precipitazioni nevose, tutta la zona è stata istituita parco naturale regionale nel 1978 e successivamente, nel 1995, è entrata a far parte del Parco naturale dell'Alpe Veglia e dell'Alpe Devero, ed è gestita dalla regione Piemonte, il comune di Varzo, il comune di Trasquera, l'Ente Parco e il Consorzio per il Miglioramento dell'Alpe Veglia.

## Geografia fisica

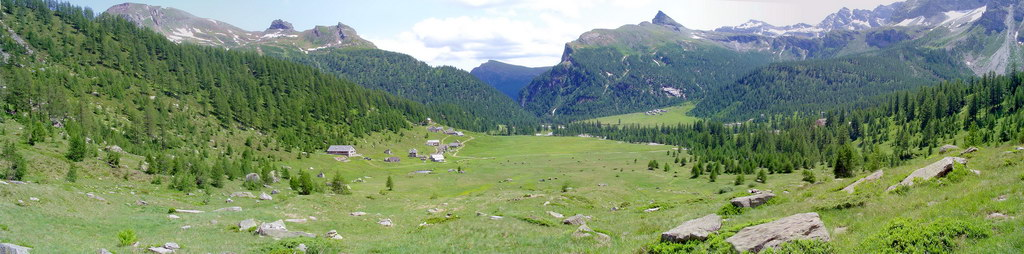
Panorama dell'Alpe Veglia

La conca di Veglia è circondata da cime montuose che superano i 3000 metri di quota (che a nord ed a ovest segnano il confine con la Svizzera) ed è dominata ad occidente dalla massiccia mole del Monte Leone (3553 m s.l.m.), la più alta vetta delle Alpi Lepontine. L'unica apertura è a sud-est attraverso la "forra del Groppallo", una profonda gola scavata dal torrente Cairasca: una bastionata di roccia di circa 400 metri di dislivello separa il Veglia dalla "piana di Nembro" in località Ponte Campo (1320 m s.l.m.), poco lontano da San Domenico di Varzo. Una strada sterrata percorribile solo da fuoristrada è l'unica via di accesso all'alpe con veicoli a motore.
La conca è stata modellata durante l'ultima glaciazione, qui infatti nel Periodo Würmiano si trovava un grande ghiacciaio di circo che allo scioglimento dei ghiacci ha dato vita ad un grande lago; successivamente, con l'aumento della temperatura, il lago si è prosciugato e il bacino stato colmato dai depositi portati dai corsi d'acqua. Oggi la zona si presenta come una vasta piana ricoperta di pascoli e circondata da boschi di larici.
Nel bacino di Veglia confluiscono le acque di numerose sorgenti che si uniscono a formare il torrente Cairasca. Sono presenti anche tre laghi di diverse dimensioni: Il Lago d'Avino, il lago del Bianco ed il lago delle Streghe. La ricchezza d'acqua è data dalle abbondanti precipitazioni (1500 mm di media annua) che per il 60% sono a carattere nevoso, ed il restante sotto forma di pioggia nel periodo estivo.

## Geografia antropica
L'Alpe Veglia è compresa nel territorio dei comuni di Varzo e Trasquera è ed costituita da 6 nuclei abitati distinti: Cianciavero, La Balma, Aione, Cornù, Ponte ed Isola. Nessuno di questi è abitato stabilmente in quanto l'alpe è inagibile durante il periodo invernale.

## Accessi principali

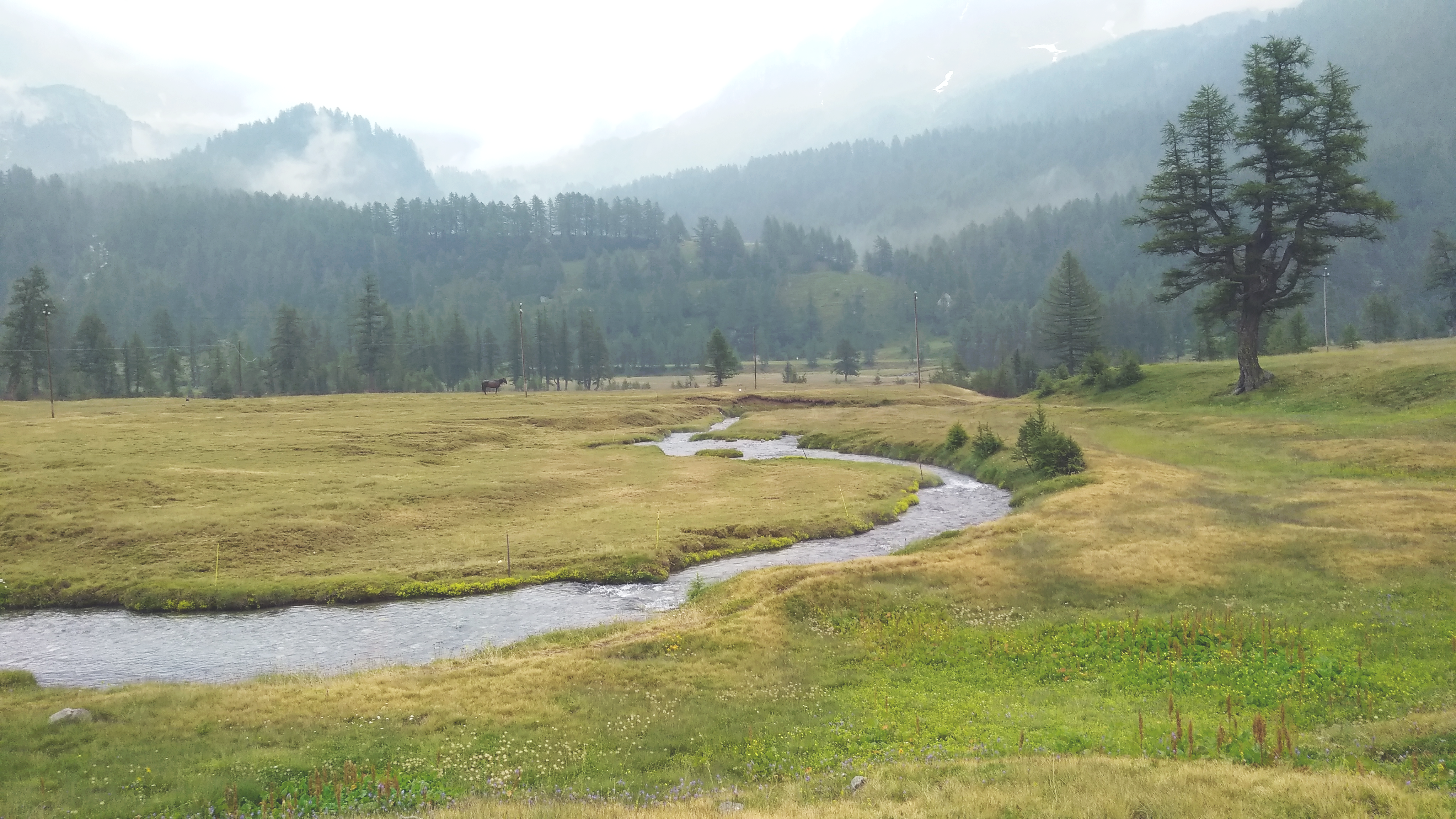
L'Alpe Veglia di sera

Oltre alla strada sterrata che sale da Ponte Campo (a pochi minuti d'auto da San Domenico), percorribile a piedi in circa 1h e 30 min, l'altro accesso principale è dalla stazione sciistica Alpe Ciamporino (1975 m s.l.m.), raggiungibile da San Domenico di Varzo in seggiovia. Da qui in circa 1h 45 min di facile e panoramico sentiero si raggiunge l'alpe Veglia. Il Passo di Valtendra inoltre, per il quale passa la GTA, mette in collegamento l'Alpe Veglia con l'Alpe Devero.